# Produktklinik
Produktklinik bezeichnet ein von Horst Wildemann entwickeltes Konzept für einen „funktionsübergreifenden, institutionalisierten Lernort“.

## Grundlegendes
Ziel des Konzepts ist die Steigerung des Kundennutzens durch Verbesserung von Prozessen und Produkten in einem wirtschaftlichen Unternehmen. Hierbei werden Produkte und Prozesse analysiert und die Bestlösungen durch Reverse Engineering auf die eigenen Produkte und Prozesse angewendet.
Klassischen Lernkonzepte, Expertenteams, Stellenwechsel, institutionalisierte Weiterbildung und Firmenbesuche werden in der Produktklinik zusammengeführt.
In der Marktforschung bezeichnet der Begriff ein Testkonzept zur Ermittlung von Verbraucherwünschen. Hierbei sollen Informationen zu Produkten oder Leistungen – oder dessen / deren „Zubehör“ – anhand qualitativer und quantitativer Analysen gewonnen werden, um diese erfolgreich entwickeln oder in den Markt einführen zu können.

## Vor- und Nachteile des Konzepts „Produktklinik“

### Vorteile
- Reverse Engineering kann ein Mittel der Wahl sein, wenn es darum geht, die ganz oder teilweise singuläre Stellung eines Unternehmens am Markt, das über ein Produkt mit einem oder mehreren begehrten Alleinstellungsmerkmalen verfügt, das zugleich nicht bereit ist, seine Technologien mit anderen Wettbewerbern zu teilen, aufzubrechen. Es kann auch ein Mittel sein, wenn die Patentlage schwierig ist, da mit dem Reverse Engineering oft eine völlig eigenständige Lösungserarbeitung einhergeht.

### Nachteile
- Reverse Engineering ist oftmals ziemlich zeitaufwendig. Das Konzept ist daher nur sehr eingeschränkt anwendbar auf Unternehmen, die sehr agil am Markt agieren und auf Marktveränderungen sehr zügig reagieren müssen.